# Recursus ad comitia
Recursus ad comitia ist die Bezeichnung eines Rechtsbehelfes im Alten Reich.

## Begriffsbestimmung
Der Rechtsbehelf recursus ad comitia wurde im 17. Jahrhundert geschaffen. Mit diesem war es möglich, reichsgerichtliche Urteile vor dem Reichstag anzugreifen. Dem Reichstag wurden damit neben seinen bisherigen Befugnissen auch justizielle Befugnisse zugesprochen.
Der Rechtsbehelf wurde insbesondere im 18. Jahrhundert immer häufiger eingelegt, der Reichstag entschied jedoch über kaum einen der eingelegten Rechtsbehelfe. Trotz dieser relativ geringen praktischen Bedeutung, wurde der Rechtsbehelf intensiv diskutiert, insbesondere die Frage von Statthaftigkeit, Zulässigkeitsvoraussetzungen und die Frage der Rechtswirkung der Einlegung, also ob ein Suspensiveffekt eintreten würde. Die unterschiedlichen Positionen werden damit erklärt, ob der recursus ad comitia als neuer Rechtsbehelf anzusehen ist oder ob der Reichstag diese Kompetenz nicht ohnehin bereits immer gehabt habe und mit Errichtung des Reichskammergerichtes somit nicht auf die Kompetenz zur Jurisdiktion verzichtet habe. In der Diskussion zeigen sich laut Gernot Sydow bereits erste Anzeichen der zunehmenden Paralysierung des Reiches im 18. Jahrhundert.
Der Rechtsbehelf ist von der Vorlagepflicht (remissio ad comitia) zu unterscheiden.